# Варрен (Арканзас)
Варрен (англ. Warren) — місто (англ. city) в США, в окрузі Бредлі штату Арканзас, адміністративний центр округу. Населення — 5453 особи (2020).
З 1956 року в місті щорічно проводиться фестиваль томатів (The Bradley County Pink Tomato Festival).

## Історія
Перше європейське поселення було засноване на місці майбутнього міста 1820 року після врегулювання конфліктів з місцевим населенням — індіанцями племен КУАП та чокто. За легендою, місто називається Варрен в честь раба, звільненого капітаном Г'ю Бредлі, на честь якого носить назву сам округ. 1851 року поселення отримало статус міста, в 1903 році було споруджено будинок окружного суду, що зберігся до наших днів.

## Географія
Варрен розташований за координатами 33°36′43″ пн. ш. 92°4′4″ зх. д. / 33.61194° пн. ш. 92.06778° зх. д. (33.611829, -92.067718).  За даними Бюро перепису населення США в 2010 році місто мало площу 18,74 км², з яких 18,68 км² — суходіл та 0,06 км² — водойми.

## Демографія
Згідно з переписом 2010 року, у місті мешкали 6003 особи в 2462 домогосподарствах у складі 1565 родин. Густота населення становила 320 осіб/км².  Було 2850 помешкань (152/км²). 
Расовий склад населення:
| - 45,3 % — білих - 40,9 % — чорних або афроамериканців - 0,3 % — корінних американців - 0,3 % — азіатів - 11,9 % — осіб інших рас |

До двох чи більше рас належало 1,3 %. Іспаномовні складали 15,0 % від усіх жителів.
За віковим діапазоном населення розподілялося таким чином: 23,6 % — особи молодші 18 років, 58,1 % — особи у віці 18—64 років, 18,3 % — особи у віці 65 років та старші. Медіана віку мешканця становила 39,6 року. На 100 осіб жіночої статі у місті припадало 89,4 чоловіків;  на 100 жінок у віці від 18 років та старших — 85,6 чоловіків також старших 18 років.
Середній дохід на одне домашнє господарство  становив 42 773 долари США (медіана — 28 938), а середній дохід на одну сім'ю — 52 251 долар (медіана — 34 919). Медіана доходів становила 31 311 долар для чоловіків та 27 076 доларів для жінок. За межею бідності перебувало 30,8 % осіб, у тому числі 53,1 % дітей у віці до 18 років та 12,0 % осіб у віці 65 років та старших.
Цивільне працевлаштоване населення становило 2021 осіб. Основні галузі зайнятості: освіта, охорона здоров'я та соціальна допомога — 29,6 %, виробництво — 15,6 %, роздрібна торгівля — 10,6 %, сільське господарство, лісництво, риболовля — 8,5 %.